# Alive N Kickin'
Alive N Kickin' is een Amerikaanse band uit Brooklyn.

## Bezetting
Oprichters
- Sandy Toder (zang)
- Pepe Cardona (zang)
- Bruce Sudano (keyboards)
- Rich Luisi alias Woody Wilson (basgitaar)
- Dave Shearer (ritmegitaar)
- Jeff Miller (drums)

Voormalige leden
- Vito Albano (drums, percussie)
- Ronnie Pell
- Johnny Parisio (gitaar)
- Richie Incorvaia (basgitaar)

Vanaf augustus 2013
- Pepe Cardona (leadzang)
- Elaine Tuttle (zang)
- John Parisio (gitaar)
- Jeff Miller (keyboards)
- Chris Varga (basgitaar)
- Sal G. (saxofoon)
- Zoe Grella (drums)

## Geschiedenis
De zeskoppige band werd geformeerd in 1968 in de kelder van gitarist Dave Shearer. Ze verkregen enige populariteit toen ze begonnen op te nemen voor Tommy James bij Roulette Records.
Begin 1970 begon de band met het opnemen van sessies. Een song geschreven door Tommy James, Bob King en gearrangeerd door Jimmy Wisner werd opgenomen en hoewel James oorspronkelijk overwoog deze song Crystal Blue Persuasion over te laten aan zijn vrienden, vond hij deze zelf zo goed, dat hij besloot om deze zelf te houden. Als een gebaar van vriendschap aan de band, schreef hij Tighter, Tighter voor hen. Na het opnemen van de hitsong werden Vito Albano en Dave Shearer vervangen door Ronny Pell en Johnny Parisio. Tighter, Tighter werd in mei 1970 uitgebracht met de nieuwe bezetting en plaatste zich zestien weken lang in de Amerikaanse hitlijst. Er werden meer dan een miljoen exemplaren van verkocht. De single werd onderscheiden met goud door de RIAA.
Twee singles werden bijna onmiddellijk uitgebracht op het fortuin van de hitsong, maar na een gebrek aan succes met Just Let It Come en London Bridge en na een stijgende toename van problemen met hun producent Morris Levy en de pressie van het label om vlug meer singles te maken, werd de band in de herfst van 1971 spoedig ontbonden.
Het grootste deel van de band kwam in 1976 weer bij elkaar voor een reünie met Cardona, Wilson (leadgitaar), Shearer, Albano en het nieuwe lid Richie Incorvaia. Deze nieuwe bezetting speelde tijdens de tri-state area van midden jaren 1970 tot de late jaren 1980. Heden heeft de band nog eens een nieuwe en herziene bezetting, hoewel Cardona en Parisio een blijvende presentie zijn gebleven binnen de band. Wilson, Albano en Shearer zijn niet langer lid van de band. Incorvaia was inmiddels overleden.

## Discografie

### Singles
Roulette Records
- 1970:	Tighter, Tighter / Sunday Morning
- 1970: Just Let It Come / Mother Carey's Chicken
- 1971:	Good Ole Lovin' Back Home / Junction Creek
- 1971: London Bridge / You Gave Me Something

### Albums
- 1970:	Alive N Kickin' (Roulette Records)